# Yamaha
Yamaha (eng. Yamaha Corporation, jap. ヤマハ株式会社), japanska tvrtka. 
Proizvodi razne proizvode: glazbene instrumente, potrošačku elektroniku integrirane sklopove, motore i motocikle.